# Christof Wetterich
Christof Wetterich (Friburgo in Brisgovia, 1952) è un fisico tedesco.

## Biografia
Nato a Friburgo in Brisgovia nel 1952, ha studiato Fisica a Parigi, Colonia e Friburgo, dove ha ottenuto un Ph.D. nel 1979. Ha lavorato al CERN di Ginevra e all'acceleratore DESY di Amburgo. Dal 1992 ha la cattedra di Fisica Teorica
all'Università Ruprecht Karl di Heidelberg. I suoi principali campi di ricerca sono la cosmologia e la fisica delle particelle.
Lo sviluppo teorico del metodo del gruppo di rinormalizzazione funzionale da parte di Wetterich ha trovato applicazioni in numerosissime branche della fisica teorica
ad esempio, citando forse gli esempi più importanti, permette di trattare un aspetto della gravità quantistica, la libertà asintotica, viene impiegato nel calcolo di processi nelle
teorie di Yang-Mills ed è usato anche in sistemi quantistici non relativistici come i sistemi BCS (superfluidi) o BEC (condensati di Bose-Einstein) dove permette di unificare la descrizione di questi in un unico quadro teorico.
Wetterich è anche noto per la sua teoria
 del 1987 sull'energia oscura, che da una spiegazione all'accelerazione nell'espansione dell'Universo, osservata sperimentalmente. In seguito pare aver abbandonato la teoria dell'accelerazione a cui lui stesso contribuì, spiegando il redshift in maniera alternativa, con una teoria (ripresa da quella della massa variabile di Jayant V. Narlikar, uno dei teorici dello stato stazionario) che afferma che esso è dovuto all'aumento della massa delle particelle (spiegando anche l'espansione continua apparente osservata da Edwin Hubble) e non all'allontanamento; l'universo sarebbe emerso inoltre da una sorta di Big Bang freddo, anziché da uno stato molto caldo.
È inoltre autore di importanti articoli sulla massa dei neutrini.
Il metodo del gruppo di rinormalizzazione funzionale collega inoltre strutture della fisica macroscopica con quantità proprie della fisica microscopica in maniera continua. Oggi questo viene trattato con un'equazione esatta, l'equazione di Wetterich.

## Riconoscimenti e premi
Wetterich è stato insignito del Max-Planck Research Prize
nel 2005. Dal 2006 è membro dell'Accademia delle Scienze di Heidelberg.